# Тејул (Валча)
Тејул (рум. Teiul) насеље је у Румунији у округу Валча у општини Амарашти. Oпштина се налази на надморској висини од 309 m.

## Становништво
Према подацима из 2002. године у насељу је живело 12 становника, од којих су сви румунске националности.